# Le Langon
Le Langon là một xã ở tỉnh Vendée trong vùng Pays de la Loire, Pháp. Xã này có diện tích 23,74 km², dân số năm 2006 là 1052 người. Xã này nằm ở khu vực có độ cao trung bình 5 mét trên mực nước biển.

## Biến động dân số
| Năm | 1962 | 1968  | 1975 | 1982 | 1990 | 1999  | 2006  |
| --- | ---- | ----- | ---- | ---- | ---- | ----- | ----- |
| Dân số | 951  | 1 024 | 953  | 946  | 945  | 1 010 | 1 052 |
| From the year 1962 on: No double counting—residents of multiple communes (e.g. students and military personnel) are counted only once. |      |       |      |      |      |       |       |